# Abraj Al Bait
Abraj Al Bait (in arabo: أبراج الساعة, traslitterato: ʾAbrāj al-Sāʿaẗ, lit. 'Towers of the Clock', meglio conosciuto in arabo: أبراج البيت, traslitterato: ʾAbrāj al-Bayt, lit. 'Towers of the House'), noto anche come The Clock Towers o Mecca Royal Hotel Clock Tower, è un complesso edilizio sito alla Mecca, in Arabia Saudita.
Il complesso detiene diversi record mondiali, quali l'albergo più alto del mondo, la più alta torre con orologio al mondo, il più grande orologio da facciata esistente.
Al 2021, l'albergo Hotel Tower è il quarto edificio più alto del mondo, superato solo dal Burj Khalifa di Dubai, dal KL118 di Kuala Lumpur e dalla Shanghai Tower.
Il complesso dista pochi metri dalla Masjid al-Haram, la più grande moschea al mondo, e dalla Kaʿba, il luogo più sacro dell'Islam.

## Lista degli edifici
| Edificio    | Altezza | Piani | Anno completamento |
| ----------- | ------- | ----- | ------------------ |
| Hotel Tower | 601 m   | 120   | 2011               |
| Hajar       | 301 m   | 48    |                    |

## Caratteristiche
La torre più alta del complesso, che misura 601 metri, è il più alto edificio dell'Arabia Saudita e contiene l'hotel più alto e più grande del mondo. L'altezza al tetto è di 591 metri.
Con una superficie utile di 1.500.000 m2, è diventata la struttura più grande del mondo, superando l'Aeroporto Internazionale di Dubai.
Sito all'ingresso sud della moschea a Masjid al-Haram ospitante la Kaʿba, al fine di accogliere i fedeli in visita l'Hotel dispone di un'ampia sala di preghiera, in grado di contenere oltre 10 000 persone. La torre più alta del complesso contiene anche un albergo a cinque stelle per contribuire a fornire alloggio ai milioni di pellegrini che si recano alla Mecca ogni anno a partecipare al Hajj.
Dotato di due eliporti, un grande centro commerciale e un ampio garage in grado di accogliere circa mille automobili, si stima che il complesso sia in grado di offrire alloggio sino a 100 000 persone.
La torre più alta contiene un orologio con quattro quadranti (uno per ogni facciata) che è il più grande e più alto del mondo. I quadranti misurano 43 x 42 m. e la loro sommità si trova all'altezza di 530 m. dal suolo. L'orologio dello NTT docomo Yoyogi Building di Tokyo, il secondo più alto del mondo, si trova a circa 150 metri dal suolo, mentre quello della torre del Big Ben di Londra (con un diametro di circa 7 metri).
La torre dell'orologio è stata progettata dalla società tedesca Premiere Composite Technologies e l'orologio dalla ditta svizzera Straintec.
Il costo complessivo della struttura è stimato in circa 15 miliardi di dollari.